# Ferrocarril de Berisso
El Tramway a Vapor del Puerto La Plata a Los Talas fue establecido en 1896 por la empresa Urdaniz y Cía con la trocha 1.676 mm (trocha ancha) que explotaría los recursos de Los Talas (principalmente conchilla) para transportarlos al recientemente inaugurado Puerto La Plata.

## Historia
En el Año 1896 corrió el primer tren de cargas desde el Puerto a Los Talas, a partir de 1897 se le estado nacional le concede a la empresa la Tracción Vapor para los servicios de pasajeros, tracción que hasta el momento era exclusiva para cargas, previo a esto el servicio de pasajeros era prestado con coches tirados a caballo. Con la condición de alambrar el ramal y colocar un “semáforo” en la entrada de la Estación Los Talas. Hasta no realizarse estos trabajos, tren debía circular a velocidades no mayores a 10 Km/h. En tanto el alambrado debía ser de alambre tejido en zona urbana y alambrado de 6 hilos en zona Rural.
En enero del año 1901, el ramal es adquirido por el Ferrocarril del Sud, el cual lo explota hasta el año 1910 donde es clausurado. Dicha clausura se debió principalmente por el agotamiento de las canteras de Los Talas, y en parte por el proyecto de la cloaca máxima de La Plata, donde corre actualmente la Av.al Gran Río de La Plata (Av. 66), la cual cortaba el terraplén del ramal. La línea fue levantada en el año 1915 dejando únicamente los primeros 150m de la curva en el puerto La Plata.
El ferrocarril también contaba con vías decauville (600mm), que utilizaba para extraer Arena, Leña (de Tala), frutas y verduras de la zona, ya que este tipo de vía es mucho más económico y fácil de mantener que la vía de trocha 1.676mm. Dichas líneas contaban con un taller de reparaciones en las inmediaciones de la Estación Los Talas, esta edificación se conserva hasta la actualidad en perfectas condiciones.

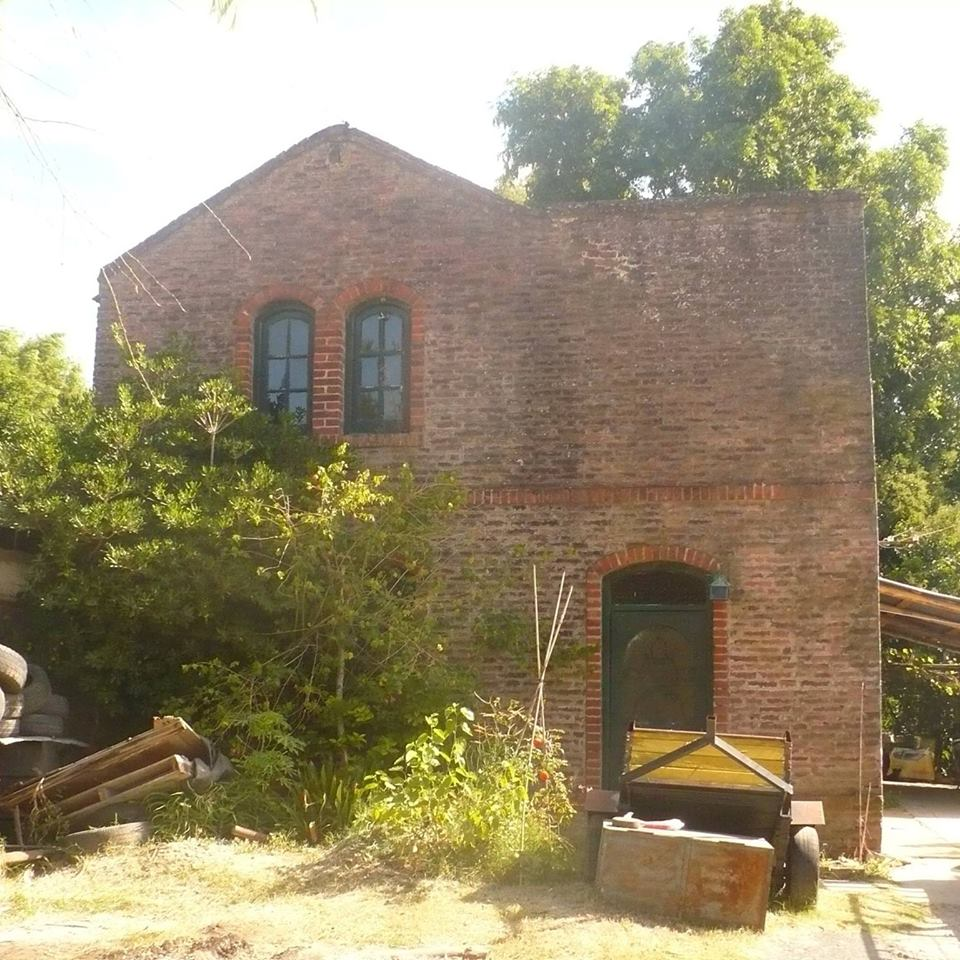
Casa Martins. Taller donde se hacía el mantenimiento de los ramales decauville

## La Traza
La traza iba por el medio de la Av.Montevideo hasta el actual puente 3 de Abril, luego de cruzarlo, la vía se ubicaba a la derecha de la avenida. A la altura de la actúa Av. Almirante Brown, la vía se reubicaba en el medio de la Av. Montevideo, hasta llegar a la Estación Daneri donde la vía se corría a la izquierda, para entrar en línea recta a la Estación Los Talas.

## Restos
Una imagen muestra que parte del ramal todavía estaba en pie en el año 1937 ya que de su vía se desprendía el acceso de la playa carga y descarga de los Frigoríficos. La misma se cree que todavía está en existencia, ya que podría estar enterrada. Hay proyectos de puesta en valor de la misma por ser los únicos restos de vía del ramal, pero debido a la Pandemia de Coronavirus, el proyecto se vio paralizado hasta nuevo aviso.

## El Tramway a vapor a Los Talas
El Tramway a vapor a Los Talas fue el primer proyecto Ferroviario que tuvo Berisso, este fue construido por el Sr. Julio Julianes, a mediados de los años 1890. El ancho de vía que se utilizó fue de 1.435 mm, como los "Tranvías" del momento, su traza se extendía desde el actual Canal Desaguadero, seguía por toda la traza de la calle Trieste hasta llegar al kilómetro 5.1 donde tenía dos curvas para acceder a la primera Estación Los Talas.
No se sabe mucho sobre el éxito de esta línea, ni si se liberó a servicio, solo que movió alguna de carga.
Ya para el año 1895, Julianes Falleció y esto contrajo el cierre repentino del Tramway sin todavía una inauguración oficial. Paralelamente ya para esa fecha, se estaba construyendo el Tramway a Vapor del Puerto La Plata a Los Talas, y se conoce que la esposa de Julianes denunció la construcción de este nuevo ramal, ya que se encontraba muy cerca de la traza del Tramway de su esposo, aunque esta causa no quedó en nada.
La traza del tranvía se componía de la siguiente manera, comenzaba en un pequeño muelle en el canal Desaguadero, ya que para aquel entonces este canal era el Puerto de la zona, continuaba por toda la traza de la calle Trieste del recién nacido Barrio Villa Banco Constructor, la vía continuaba sin parada hasta llegar a la primera Estación Lisandro Nuñez en el kilómetro 3 aprox., luego en el kilómetro 5.23 se encontraba la Estación Oañelis, donde la vía tomaba una curva de radio 500m (mediadas aproximadas), y luego de 700m una contra curva de 300m. Luego de esto la vía llegaba a la vieja Estación Los Tala que se encontraba a 160m antes del canal Mena. Sin embargo, hoy la traza se conserva mucho más que la del otro Tramway, ya que por ejemplo, actualmente se conservan más 1500 metros del terraplén desde la Estación Oañelis hasta la Av. Montevideo.

## Galería

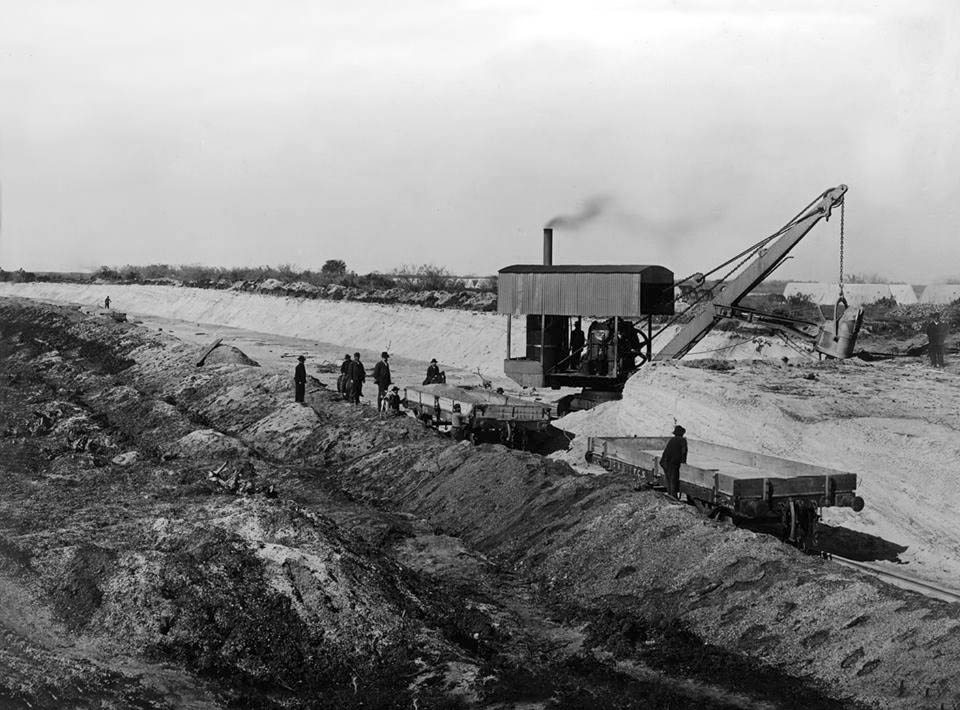
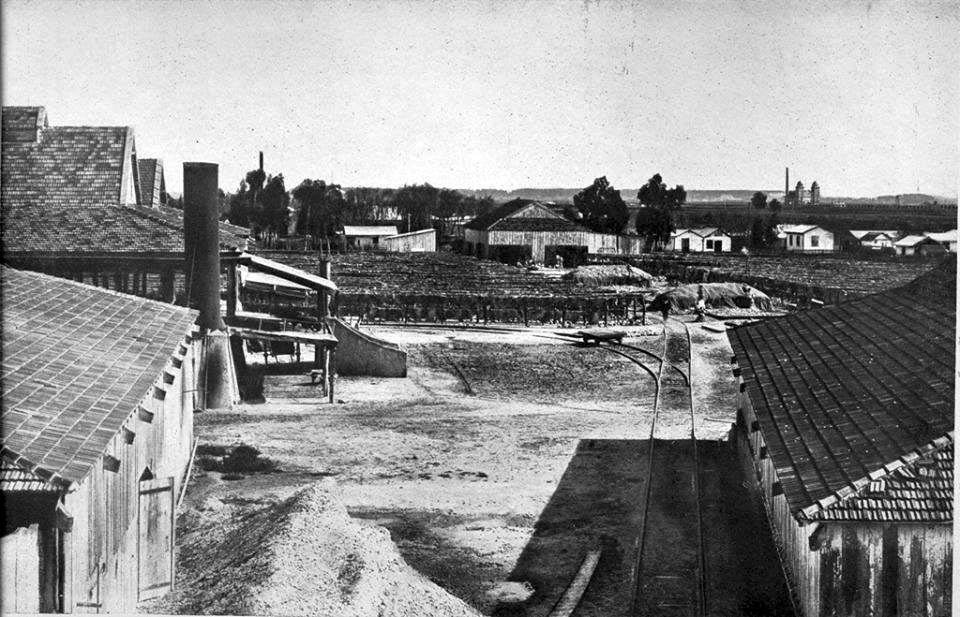
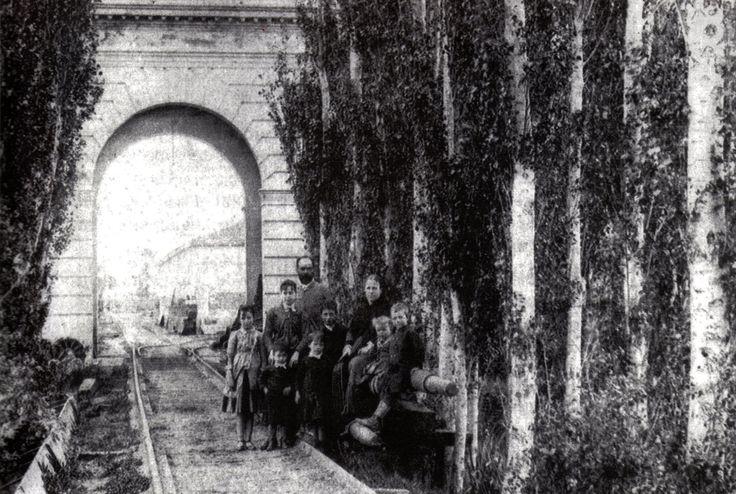